# José Correia Cardoso Monteiro
José Correia Cardoso Monteiro (Peso da Régua, Peso da Régua, 20 de Fevereiro de 1844 — Angra do Heroísmo, 20 de Junho de 1910) foi o 32.º bispo da Diocese de Angra, tendo-a governado de 1905 a 1910.

## Biografia
José Correia Cardoso Monteiro nasceu na Régua numa família de posses modestas. Destinado a uma carreira eclesiástica, concluiu o curso no Seminário do Porto, matriculando-se de seguida na Universidade de Coimbra, onde se formou em Teologia.
Para além das suas funções eclesiásticas, o padre José Correia Cardoso Monteiro foi professor do ensino liceal. Foi feito cónego da Sé do Porto, na qual foi nomeado chantre em 1890. Em 1894 o então bispo do Porto,  o cardeal D. Américo Ferreira dos Santos Silva, nomeou-o provisor da diocese.
Foi apresentado para o lugar de bispo de Angra a 3 de Outubro de 1904, sendo confirmado pela Santa Sé a 10 de Março de 1905. A sagração episcopal de D. José Correia Cardoso Monteiro teve lugar na Sé do Porto a 28 de Maio daquele mesmo ano.
O novo bispo nomeou como seu procurador o vigário capitular que havia governado durante o período de sede vacante, o cónego monsenhor Ferreira, através do qual tomou posse da diocese a 28 de Junho de 1905. A sua entrada solene na cidade de Angra do Heroísmo fez-se a 26 de Julho daquele ano, com uma luzida cerimónia na qual o governador civil, então Teotónio Paim de Ornelas Bruges, tomou a cauda do manto prelatício no cortejo do cais [da Afândega] à Sé.
Este bispo dedicou particular atenção ao ensino religioso, tentando seguir a doutrina contida na encíclica Acerbo nimis do papa Pio X, fomentando a catequese e a criação em cada paróquia de núcleos da Congregação da Doutrina Cristã. Também emitiu cartas pastorais recomendando ao clero e os fiéis a necessidade da Revelação, da Salvação e do Sacramento da Penitência.
Numa pastoral, datada de 11 de Fevereiro de 1908, mandou dar execução ao decreto papal sobre a comunhão frequente, recomendando a organização local da Liga Sacerdotal Eucarística. Empreendeu também uma reorganização do culto, dispensando a missa pro populo nos dias santificados abolidos e estabeleceu, a partir de Janeiro de 1910, uma missa dominical destinada às crianças da catequese.
Por uma provisão datada de 24 de Janeiro de 1910 mandou dar execução ao decreto papal Ne temere promulgado por Pio X a 10 de Agosto de 1907, reformando o casamento católico.
Prenunciado a implantação da República Portuguesa, já durante o governo deste bispo se vivia nos Açores um ambiente anticlerical, com uma forte influência maçónica. Tal levou a uma violenta campanha contra a presença no Hospital do Santo Espírito, então propriedade da Santa Casa da Misericórdia de Angra do Heroísmo, de um grupo de religiosas da Congregação de São José de Cluny, com fortes ataques no jornal Tempo, o que desencadeou uma forte polémica com a imprensa católica, nomeadamente com os periódicos O Peregrino de Lourdes, A União, O Imparcial e o Correio dos Açores.
Adoeceu gravemente durante uma visita pastoral à ilha de São Miguel, recolhendo-se então durante um largo período à freguesia das Bandeiras, na ilha do Pico, recomendada pelo seu clima mais seco. Aí residiu numa casa pertença do cónego Medeiros de Amaral, dali natural.
A 3 de Fevereiro de 1908 dirigiu uma circular ao clero açoriano ordenando sufrágios em todas as paróquias pela morte do rei D. Carlos I de Portugal e do príncipe real D. Luís Filipe de Bragança, vítimas do regicídio daquele ano.
Tendo vivido sempre adoentado, contraiu uma pleurisia no dia da festa do Sagrado Coração de Jesus e faleceu a m 20 de Junho de 1910, escassos meses antes do fim do regime monárquico em Portugal. A implantação da República, a 5 de Outubro de 1910, veio criar forte perturbação no relacionamento entre Portugal e a Santa Sé, levando à impossibilidade da obtenção de confirmações episcopais. Em consequência, a Diocese de Angra só teve novo bispo passados mais de 5 anos após o falecimento deste prelado, quando D. Manuel Damasceno da Costa foi confirmado no lugar.